# Genny Uzoma
Genny Uzoma es una actriz nigeriana.

## Biografía
Uzoma proviene del Estado de Imo, una ubicación geográfica ocupada predominantemente por hablantes igbo de Nigeria. Es egresada de la Universidad Estatal de Ciencia y Tecnología de Enugu (ESUT), donde obtuvo un título en ciencias políticas.

## Carrera
Comenzó su carrera como actriz profesional a los 18 años y se registró en el Gremio de Actores de Nigeria, capítulo Enugu, pero dejó la actuación cuando consiguió un trabajo en una empresa de telecomunicaciones. Posteriormente renunció y volvió a actuar. Comentó sobre sus humildes comienzos, afirmando que tuvo que pedir prestado para poder registrarse como una verdadera actriz y dado que sus padres no apoyaban su elección de convertirse en artista, sabía que sería inútil pedirles.

## Premios y nominaciones
- Premio "Revelación del año" en los premios Best of Nollywood Awards (BON), en 2015.[9]
- Nominada al premio For City people a la actriz más prometedora del año (inglés) en 2018.

## Filmografía seleccionada
- I wish She Would
- The Shopgirl
- Birthday Bash
- Husbands of Lagos[10]
- The Vendor
- Our Society
- Best of the Game
- Classical Fraud
- Royal Doom
- Eagles Bride
- Who killed Chief
- A Love story
- Emem and Angie
- Reconciliation
- The Gateman
- Baby Shower
- Baby mama
- Commitment Shy
- Scream
- A face in the Crowd
- Caught in between
- King of Kings
- Love in the wrong places
- The washerman
- Once upon an adventure
- Bond (2019)